# NGC 517
NGC 517 je galaksija u zviježđu Ribe.

## Vanjske poveznice
- SEDS: NGC 0517